# Закон Шварцшильда
Закон Шварцшильда — закон, устанавливающий связь между интенсивностью действующего на фотографическую пластинку света, временем его действия и вызванным им почернением. Назван в честь немецкого физика и астронома Карла Шварцшильда, который показал, что для действия света на фотографическую эмульсию не имеет силы простой закон взаимности (закон Бунзена-Роско), т. е., что почернение нельзя просто считать пропорциональным произведению интенсивности света I на время его действия t. При постоянном значении произведения It, т. е. действующей на пластинку световой энергии, действие света будет различно, если менять I или t. 
Закон Шварцшильда заключается в том, что с достаточным приближением можно считать плотность негатива пропорциональной Itp (при постоянном I) или Iqt ( при постоянном t).

Шварцшильда закон // Шахта — Ь. — М. : Советская энциклопедия, 1933. — Стб. 32—33. — (Большая советская энциклопедия : [в 66 т.] /  гл. ред. О. Ю. Шмидт ; 1926—1947, т. 62).